# Circoscrizione Molise (Camera dei deputati)
La circoscrizione Molise è una circoscrizione elettorale italiana per l'elezione della Camera dei deputati.

## Storia e territorio
La circoscrizione venne istituita dalla legge Mattarella (legge 4 agosto 1993, n. 277) e sostituiva la precedente circoscrizione Campobasso-Isernia (o collegio di Campobasso) in vigore per tutte le elezioni politiche in Italia dal 1948 al 1992. Fu confermata nelle successive legge Calderoli (legge 21 dicembre 2005, n. 270) e legge Rosato (legge 3 novembre 2017, n. 165).
Il territorio della circoscrizione coincide all'intera regione Molise.

## Dal 1993 al 2005
Con la legge Mattarella alla circoscrizione spettavano 4 seggi, di cui 3 eletti con collegi uninominali a turno unico e 1 eletto con sistema proporzionale.
L'attribuzione dei primi 3 seggi avveniva in base a un sistema maggioritario a turno unico plurality: veniva eletto parlamentare il candidato che avesse riportato la maggioranza relativa dei suffragi nel collegio. Il rimanenti seggio era invece assegnato con un metodo proporzionale. Pertanto l'elettore godeva di una scheda elettorale separata per l'attribuzione dei seggi residui, a cui accedevano solo i partiti che avessero superato la soglia di sbarramento nazionale del 4%. Il calcolo dei seggi spettanti a ciascuna lista veniva effettuata nel collegio unico nazionale mediante il metodo Hare-Niemeyer dei quozienti naturali e dei più alti resti; tali seggi venivano poi ripartiti, in ragione delle percentuali delle singole liste a livello locale, fra le 26 circoscrizioni plurinominali in cui era suddiviso il territorio nazionale, e all'interno delle quali i singoli candidati - che potevano corrispondere a quelli presentatisi nei collegi uninominali - venivano proposti in un sistema di liste bloccate senza possibilità di preferenze. Il meccanismo era però integrato dal metodo dello scorporo, volto a dar compensazione ai partiti minori fortemente danneggiati dall'uninominale: successivamente alla determinazione della soglia di sbarramento, ma antecedentemente al riparto dei seggi, alle singole liste venivano decurtati tanti voti quanti ne erano serviti a far eleggere i vincitori nell'uninominale - cioè i voti del secondo classificato più uno - i quali erano obbligati a collegarsi a una lista circoscrizionale.

### Collegi uninominali
| Mappa | Collegio      | Comuni |
| ----- | ------------- | --- |
|       | 1. Campobasso | - Baranello - Busso - Campobasso - Campochiaro - Campodipietra - Casalciprano - Castelbottaccio - Castellino del Biferno - Castropignano - Cercemaggiore - Cercepiccola - Duronia - Ferrazzano - Fossalto - Gambatesa - Gildone - Guardiaregia - Jelsi - Limosano - Lucito - Matrice - Mirabello Sannitico - Molise - Montagano - Oratino - Petrella Tifernina - Pietracupa - Riccia - Ripalimosani - Roccavivara - Salcito - San Biase - San Giovanni in Galdo - San Giuliano del Sannio - Sant'Angelo Limosano - Sepino - Torella del Sannio - Toro - Trivento - Tufara - Vinchiaturo                                                      |
|       | 2. Isernia    | - Colle d'Anchise - San Massimo - San Polo Matese - Spinete |
|       | 3. Termoli    | - Acquaviva Collecroce - Bonefro - Campolieto - Campomarino - Casacalenda - Castelmauro - Civitacampomarano - Colletorto - Guardialfiera - Guglionesi - Larino - Lupara - Macchia Valfortore - Mafalda - Monacilioni - Montecilfone - Montefalcone nel Sannio - Montelongo - Montemitro - Montenero di Bisaccia - Montorio nei Frentani - Morrone del Sannio - Palata - Petacciato - Pietracatella - Portocannone - Provvidenti - Ripabottoni - Rotello - San Felice del Molise - San Giacomo degli Schiavoni - San Giuliano di Puglia - San Martino in Pensilis - Santa Croce di Magliano - Sant'Elia a Pianisi - Tavenna - Termoli - Ururi |

### XII legislatura

#### Risultati elettorali
| Coalizioni                      | Liste                              | Proporzionale | Proporzionale | Proporzionale | Maggioritario | Maggioritario | Maggioritario |
| Coalizioni                      | Liste                              | Voti          | %             | Seggi         | Voti          | %             | Seggi         |
| ------------------------------- | ---------------------------------- | ------------- | ------------- | ------------- | ------------- | ------------- | ------------- |
| Polo del Buon Governo           | Alleanza Nazionale                 | 38.607        | 19,13         | -             | 65.651        | 32,27         | 2             |
| Polo del Buon Governo           | Forza Italia                       | 31.016        | 15,37         | -             | 65.651        | 32,27         | 2             |
| Progressisti                    | Partito Democratico della Sinistra | 35.232        | 17,46         | -             | 63.837        | 31,38         | 1             |
| Progressisti                    | Rifondazione Comunista             | 11.107        | 5,50          | -             | 63.837        | 31,38         | 1             |
| Progressisti                    | Federazione dei Verdi              | 5.371         | 2,66          | -             | 63.837        | 31,38         | 1             |
| Progressisti                    | Partito Socialista Italiano        | 5.172         | 2,56          | -             | 63.837        | 31,38         | 1             |
| Progressisti                    | La Rete                            | 4.452         | 2,21          | -             | 63.837        | 31,38         | 1             |
| Progressisti                    | Alleanza Democratica               | 2.942         | 1,46          | -             | 63.837        | 31,38         | 1             |
| Patto per l'Italia              | Partito Popolare Italiano          | 31.934        | 15,83         | 1             | 28.747        | 14,13         | -             |
| Patto per l'Italia              | Patto Segni                        | 10.255        | 5,08          | -             | 28.747        | 14,13         | -             |
| Socialdemocrazia per le Libertà | Socialdemocrazia per le Libertà    | 9.228         | 4,57          | -             | 10.938        | 5,38          | -             |
| Movimento Cattolico Democratico | Movimento Cattolico Democratico    | 8.348         | 4,14          | -             | 8.329         | 4,09          | -             |
| Partito Popolare Progressista   | Partito Popolare Progressista      | 4.554         | 2,26          | -             | 7.874         | 3,87          | -             |
| Centro Cristiano Democratico    | Centro Cristiano Democratico       | 2.646         | 1,31          | -             | 10.772        | 5,30          | -             |
| Rinnovamento                    | Rinnovamento                       | 920           | 0,46          | -             | 1.150         | 0,57          | -             |
| Unità per l'Italia Molise       | Unità per l'Italia Molise          | N.D.          | N.D.          | N.D.          | 6.137         | 3,02          | -             |
| Totale                          | Totale                             | 201.784       |               | 1             | 203.435       |               | 3             |

#### Eletti

##### Parte proporzionale
| Partito Popolare Italiano |
| ------------------------- |
|                           |
| - Florindo D'Aimmo        |

##### Parte maggioritaria
Eletti nei Progressisti (PDS - PRC - FdV - PSI - Rete - AD - CS)
     Eletti nel Polo del Buon Governo (FI - AN - CCD - UdC - PLD)
| Collegio      | Deputato | Deputato          | Partito |
| ------------- | -------- | ----------------- | ------- |
| 1. Campobasso |          | Eugenio Riccio    | AN      |
| 2. Isernia    |          | Cesare Cefaratti  | AN      |
| 3. Termoli    |          | Giovanni Di Stasi | PDS     |

### XIII legislatura

#### Risultati elettorali
| Coalizioni             | Liste                              | Proporzionale | Proporzionale | Proporzionale | Maggioritario | Maggioritario | Maggioritario |
| Coalizioni             | Liste                              | Voti          | %             | Seggi         | Voti          | %             | Seggi         |
| ---------------------- | ---------------------------------- | ------------- | ------------- | ------------- | ------------- | ------------- | ------------- |
| Polo per le Libertà    | Alleanza Nazionale                 | 35.768        | 18,68         | -             | 83.615        | 48,01         | 1             |
| Polo per le Libertà    | Forza Italia                       | 32.367        | 16,91         | -             | 83.615        | 48,01         | 1             |
| Polo per le Libertà    | CCD-CDU                            | 21.154        | 11,05         | -             | 83.615        | 48,01         | 1             |
| L'Ulivo                | Partito Democratico della Sinistra | 35.292        | 18,43         | 1             | 64.864        | 37,24         | 2             |
| L'Ulivo                | Popolari per Prodi                 | 22.595        | 11,80         | -             | 64.864        | 37,24         | 2             |
| L'Ulivo                | Rinnovamento Italiano              | 7.181         | 3,75          | -             | 64.864        | 37,24         | 2             |
| L'Ulivo                | Federazione dei Verdi              | 4.219         | 2,20          | -             | 64.864        | 37,24         | 2             |
| Rifondazione Comunista | Rifondazione Comunista             | 16.946        | 8,85          | -             | N.D.          | N.D.          | N.D.          |
| Fiamma Tricolore       | Fiamma Tricolore                   | 5.423         | 2,83          | -             | 13.809        | 7,93          | -             |
| Lista Pannella-Sgarbi  | Lista Pannella-Sgarbi              | 4.203         | 2,20          | -             | 6.794         | 3,90          | -             |
| Risorgimento del Sud   | Risorgimento del Sud               | 3.084         | 1,61          | -             | 4.291         | 2,46          | -             |
| Partito Socialista     | Partito Socialista                 | 2.421         | 1,26          | -             | N.D.          | N.D.          | N.D.          |
| Rinnovamento           | Rinnovamento                       | 788           | 0,41          | -             | 798           | 0,46          | -             |
| Totale                 | Totale                             | 191.441       |               | 1             | 174.171       |               | 3             |

#### Eletti

##### Parte proporzionale
| Partito Democratico della Sinistra |
| ---------------------------------- |
|                                    |
| - Luigi Occhionero                 |

##### Parte maggioritaria
Eletti nell'Ulivo (PDS - P-S-P-U-P - RI - FdV)
     Eletti nel Polo per le Libertà (FI - AN - CCD-CDU)
| Collegio      | Deputato | Deputato          | Partito |
| ------------- | -------- | ----------------- | ------- |
| 1. Campobasso |          | Eugenio Riccio    | AN      |
| 2. Isernia    |          | Federico Orlando  | PDS     |
| 3. Termoli    |          | Giovanni Di Stasi | PDS     |

### XIV legislatura

#### Risultati elettorali
| Coalizioni               | Liste                    | Proporzionale | Proporzionale | Proporzionale | Maggioritario | Maggioritario | Maggioritario |
| Coalizioni               | Liste                    | Voti          | %             | Seggi         | Voti          | %             | Seggi         |
| ------------------------ | ------------------------ | ------------- | ------------- | ------------- | ------------- | ------------- | ------------- |
| Casa delle Libertà       | Forza Italia             | 53.120        | 27,23         | 1             | 71.219        | 35,79         | 2             |
| Casa delle Libertà       | Alleanza Nazionale       | 18.740        | 9,61          | -             | 71.219        | 35,79         | 2             |
| Casa delle Libertà       | CCD-CDU                  | 12.131        | 6,22          | -             | 71.219        | 35,79         | 2             |
| Casa delle Libertà       | Nuovo PSI                | 4.515         | 2,31          | -             | 71.219        | 35,79         | 2             |
| L'Ulivo                  | Democratici di Sinistra  | 31.881        | 16,34         | -             | 71.970        | 36,17         | 1             |
| L'Ulivo                  | La Margherita            | 18.584        | 9,53          | -             | 71.970        | 36,17         | 1             |
| L'Ulivo                  | Il Girasole              | 4.007         | 2,05          | -             | 71.970        | 36,17         | 1             |
| L'Ulivo                  | Comunisti Italiani       | 3.250         | 1,67          | -             | 71.970        | 36,17         | 1             |
| Italia dei Valori        | Italia dei Valori        | 27.914        | 14,31         | -             | 29.784        | 14,97         | -             |
| Rifondazione Comunista   | Rifondazione Comunista   | 7.484         | 3,84          | -             | N.D.          | N.D.          | N.D.          |
| Democrazia Europea       | Democrazia Europea       | 6.671         | 3,42          | -             | 22.236        | 11,17         | -             |
| Lista Emma Bonino        | Lista Emma Bonino        | 2.557         | 1,31          | -             | 1.105         | 0,56          | -             |
| Fiamma Tricolore         | Fiamma Tricolore         | 1.822         | 0,93          | -             | N.D.          | N.D.          | N.D.          |
| Fronte Sociale Nazionale | Fronte Sociale Nazionale | 1.537         | 0,79          | -             | 2.687         | 1,35          | -             |
| Paese Nuovo              | Paese Nuovo              | 471           | 0,24          | -             | N.D.          | N.D.          | N.D.          |
| Abolizione Scorporo      | Abolizione Scorporo      | 371           | 0,19          | -             | N.D.          | N.D.          | N.D.          |
| Totale                   | Totale                   | 195.055       |               | 1             | 199.001       |               | 3             |

#### Eletti

##### Parte proporzionale
| Forza Italia           |
| ---------------------- |
|                        |
| - Angelo Michele Iorio |

##### Parte maggioritaria
Eletti nell'Ulivo (DS - DL - Il Girasole - PdCI)
     Eletti nella Casa delle Libertà (FI - AN - CCD-CDU - NPSI)
| Collegio      | Deputato | Deputato             | Partito  |
| ------------- | -------- | -------------------- | -------- |
| 1. Campobasso |          | Eugenio Riccio       | AN       |
| 2. Isernia    |          | Roberto Ruta         | DL (PPI) |
| 3. Termoli    |          | Remo Di Giandomenico | CDU      |

## Dal 2005 al 2017
Con la legge elettorale Calderoli, alla circoscrizione Molise spettano 3 seggi eletti con sistema proporzionale.
Il sistema di assegnazione dei seggi avviene a seguito della attribuzione, nel collegio elettorale unico (escluso quindi la Circoscrizione Estero), di un premio di maggioranza di 340 seggi alla coalizione vincente a livello nazionale (con soglie di sbarramento, limitazioni ecc.) e alla successiva suddivisione dei seggi guadagnati da ogni lista fra le varie circoscrizioni, in proporzione ai voti ottenuti da ogni lista locale.
Nel compiere tale riparto, essendo fisso e immutabile il numero totale di seggi assegnati a ogni lista, può verificarsi la necessità di variare il numero di seggi originariamente attribuiti alle singole circoscrizioni elettorali.

### XV legislatura

#### Risultati elettorali
|                               | L'Ulivo                                           | 62 136  | 29,73 | 1 |  |  |  |  |  |
|                               | Italia dei Valori                                 | 16 978  | 8,12  | – |  |  |  |  |  |
|                               | Partito della Rifondazione Comunista              | 10 114  | 4,84  | – |  |  |  |  |  |
|                               | Popolari UDEUR                                    | 6 089   | 2,91  | – |  |  |  |  |  |
|                               | Partito dei Comunisti Italiani                    | 3 924   | 1,88  | – |  |  |  |  |  |
|                               | Rosa nel Pugno                                    | 3 640   | 1,74  | – |  |  |  |  |  |
|                               | Federazione dei Verdi                             | 2 454   | 1,17  | – |  |  |  |  |  |
|                               | Partito Pensionati                                | 1 130   | 0,54  | – |  |  |  |  |  |
|                               | Totale coalizione                                 | 106 465 | 50,95 | 1 |  |  |  |  |  |
|                               | Forza Italia                                      | 55 598  | 26,61 | 1 |  |  |  |  |  |
|                               | Alleanza Nazionale                                | 23 321  | 11,16 | – |  |  |  |  |  |
|                               | Unione dei Democratici Cristiani e di Centro      | 16 009  | 7,66  | – |  |  |  |  |  |
|                               | Democrazia Cristiana per le Autonomie – Nuovo PSI | 4 383   | 2,10  | – |  |  |  |  |  |
|                               | Alternativa Sociale                               | 1 706   | 0,82  | – |  |  |  |  |  |
|                               | Fiamma Tricolore                                  | 1 113   | 0,53  | – |  |  |  |  |  |
|                               | Lega Nord – MPA                                   | 376     | 0,18  | – |  |  |  |  |  |
|                               | Totale coalizione                                 | 102 506 | 49,05 | 1 |  |  |  |  |  |
| Totale                        | Totale                                            | 208 971 | 100   | 2 |  |  |  |  |  |
|                               |                                                   |         |       |   |  |  |  |  |  |
| Voti non validi               | Voti non validi                                   | 8 893   | 4,08  |   |  |  |  |  |  |
| Votanti                       | Votanti                                           | 217 864 | 82,36 |   |  |  |  |  |  |
| Elettori                      | Elettori                                          | 264 516 |       |   |  |  |  |  |  |
|                               |                                                   |         |       |   |  |  |  |  |  |
| Fonte: Ministero dell'interno |                                                   |         |       |   |  |  |  |  |  |

#### Eletti
| L'Ulivo                         | Forza Italia                             |
| ------------------------------- | ---------------------------------------- |
|                                 |                                          |
| - → Romano Prodi - Roberto Ruta | - → Silvio Berlusconi - Enrico La Loggia |

1. ↑  Opta per la circoscrizione Emilia-Romagna
2. ↑  Opta per la circoscrizione Campania 1

### XVI legislatura

#### Risultati elettorali
|                               | Italia dei Valori                     | 54 629  | 27,68 | 1 |  |  |  |  |  |
|                               | Partito Democratico                   | 35 330  | 17,90 | – |  |  |  |  |  |
|                               | Totale coalizione                     | 89 959  | 45,58 | 1 |  |  |  |  |  |
|                               | Il Popolo della Libertà               | 71 995  | 36,48 | 2 |  |  |  |  |  |
|                               | Movimento per l'Autonomia             | 10 567  | 5,35  | – |  |  |  |  |  |
|                               | Totale coalizione                     | 82 562  | 41,83 | 2 |  |  |  |  |  |
|                               | Unione di Centro                      | 11 459  | 5,81  | – |  |  |  |  |  |
|                               | La Sinistra l'Arcobaleno              | 3 781   | 1,92  | – |  |  |  |  |  |
|                               | La Destra - Fiamma Tricolore          | 3 374   | 1,71  | – |  |  |  |  |  |
|                               | Partito Socialista                    | 1 852   | 0,94  | – |  |  |  |  |  |
|                               | Partito Comunista dei Lavoratori      | 1 046   | 0,53  | – |  |  |  |  |  |
|                               | Forza Nuova                           | 700     | 0,35  | – |  |  |  |  |  |
|                               | Partito Liberale Italiano             | 641     | 0,32  | – |  |  |  |  |  |
|                               | Sinistra Critica                      | 637     | 0,32  | – |  |  |  |  |  |
|                               | Associazione per la Difesa della Vita | 512     | 0,26  | – |  |  |  |  |  |
|                               | Per il Bene Comune                    | 478     | 0,24  | – |  |  |  |  |  |
|                               | Unione Democratica per i Consumatori  | 354     | 0,18  | – |  |  |  |  |  |
| Totale                        | Totale                                | 197 355 | 100   | 3 |  |  |  |  |  |
|                               |                                       |         |       |   |  |  |  |  |  |
| Voti non validi               | Voti non validi                       | 10 144  | 4,89  |   |  |  |  |  |  |
| Votanti                       | Votanti                               | 207 499 | 78,60 |   |  |  |  |  |  |
| Elettori                      | Elettori                              | 263 993 |       |   |  |  |  |  |  |
|                               |                                       |         |       |   |  |  |  |  |  |
| Fonte: Ministero dell'interno |                                       |         |       |   |  |  |  |  |  |

#### Eletti
| Il Popolo della Libertà                   | Italia dei Valori   |
| ----------------------------------------- | ------------------- |
|                                           |                     |
| - Silvio Berlusconi - Sabrina De Camillis | - Antonio Di Pietro |

### XVII legislatura

#### Risultati elettorali
|                               | Partito Democratico           | 42 499  | 22,60 | 2 |  |  |  |  |  |
|                               | Sinistra Ecologia Libertà     | 10 428  | 5,55  | – |  |  |  |  |  |
|                               | Centro Democratico            | 1 264   | 0,67  | – |  |  |  |  |  |
|                               | Totale coalizione             | 54 191  | 28,82 | 2 |  |  |  |  |  |
|                               | Il Popolo della Libertà       | 39 588  | 21,05 | – |  |  |  |  |  |
|                               | Fratelli d'Italia             | 11 168  | 5,94  | – |  |  |  |  |  |
|                               | La Destra                     | 1 882   | 1,00  | – |  |  |  |  |  |
|                               | Intesa Popolare               | 488     | 0,26  | – |  |  |  |  |  |
|                               | Lega Nord                     | 343     | 0,18  | – |  |  |  |  |  |
|                               | Totale coalizione             | 53 469  | 28,44 | – |  |  |  |  |  |
|                               | Movimento 5 Stelle            | 52 059  | 27,69 | – |  |  |  |  |  |
|                               | Scelta Civica                 | 15 968  | 8,49  | – |  |  |  |  |  |
|                               | Unione di Centro              | 3 278   | 1,74  | – |  |  |  |  |  |
|                               | Futuro e Libertà per l'Italia | 864     | 0,46  | – |  |  |  |  |  |
|                               | Totale coalizione             | 20 110  | 10,70 | – |  |  |  |  |  |
|                               | Rivoluzione Civile            | 6 436   | 3,42  | – |  |  |  |  |  |
|                               | Fare per Fermare il Declino   | 1 762   | 0,94  | – |  |  |  |  |  |
| Totale                        | Totale                        | 188 027 | 100   | 2 |  |  |  |  |  |
|                               |                               |         |       |   |  |  |  |  |  |
| Voti non validi               | Voti non validi               | 16 685  | 8,15  |   |  |  |  |  |  |
| Votanti                       | Votanti                       | 204 712 | 78,13 |   |  |  |  |  |  |
| Elettori                      | Elettori                      | 262 008 |       |   |  |  |  |  |  |
|                               |                               |         |       |   |  |  |  |  |  |
| Fonte: Ministero dell'interno |                               |         |       |   |  |  |  |  |  |

#### Eletti
| Partito Democratico              |
| -------------------------------- |
|                                  |
| - Danilo Leva - Laura Venittelli |

## Dal 2017

### Collegi elettorali

#### Dal 2017 al 2020
Alla circoscrizione sono attribuiti 3 seggi: 2 sono assegnati mediante sistema maggioritario, in altrettanti collegi uninominali; 1 mediante sistema proporzionale, all'interno di un unico collegio plurinominale.
| Collegio plurinominale | Collegio plurinominale | Collegi uninominali              |
| ---------------------- | ---------------------- | -------------------------------- |
|                        | Molise - 01            | - 01 - Isernia - 02 - Campobasso |

#### Dal 2020
In seguito alla riforma costituzionale del 2020 in tema di riduzione del numero dei parlamentari, alla circoscrizione sono attribuiti 2 seggi: 1 è assegnato mediante sistema maggioritario, nell'ambito di un collegio uninominale; 1 mediante sistema proporzionale, all'interno di un unico collegio plurinominale.
| Collegio plurinominale | Collegio plurinominale | Collegi uninominali |
| ---------------------- | ---------------------- | ------------------- |
|                        | Molise - 01            | - 01 - Campobasso   |

### XVIII legislatura

#### Risultati elettorali
|                            | Movimento 5 Stelle                        | 78 099  | 44,79 | – | 78 099  | 44,79 | 2 |  |  |
|                            | Forza Italia                              | 28 147  | 16,14 | – | 51 982  | 29,81 | – |  |  |
|                            | Lega                                      | 15 107  | 8,66  | – | 51 982  | 29,81 | – |  |  |
|                            | Fratelli d'Italia                         | 5 390   | 3,09  | – | 51 982  | 29,81 | – |  |  |
|                            | Noi con l'Italia – UDC                    | 3 338   | 1,91  | – | 51 982  | 29,81 | – |  |  |
|                            | Partito Democratico                       | 26 616  | 15,27 | – | 31 631  | 18,14 | – |  |  |
|                            | Civica Popolare                           | 2 196   | 1,26  | – | 31 631  | 18,14 | – |  |  |
|                            | +Europa                                   | 1 958   | 1,12  | – | 31 631  | 18,14 | – |  |  |
|                            | Italia Europa Insieme                     | 861     | 0,49  | – | 31 631  | 18,14 | – |  |  |
|                            | Liberi e Uguali                           | 6 494   | 3,72  | 1 | 6 494   | 3,72  | – |  |  |
|                            | Potere al Popolo!                         | 1 927   | 1,11  | – | 1 927   | 1,11  | – |  |  |
|                            | CasaPound                                 | 1 450   | 0,83  | – | 1 450   | 0,83  | – |  |  |
|                            | Partito Comunista                         | 1 042   | 0,60  | – | 1 042   | 0,60  | – |  |  |
|                            | Partito Valore Umano                      | 757     | 0,43  | – | 757     | 0,43  | – |  |  |
|                            | Italia agli Italiani (FN - FT)            | 628     | 0,36  | – | 628     | 0,36  | – |  |  |
|                            | Blocco Nazionale per le Libertà (DC - IR) | 241     | 0,14  | – | 241     | 0,14  | – |  |  |
|                            | Partito Repubblicano Italiano – ALA       | 99      | 0,06  | – | 99      | 0,06  | – |  |  |
| Totale                     | Totale                                    | 174 350 | 100   | 1 | 174 350 | 100   | 2 |  |  |
|                            |                                           |         |       |   |         |       |   |  |  |
| Schede bianche             | Schede bianche                            | 3 245   | 1,78  |   |         |       |   |  |  |
| Schede nulle               | Schede nulle                              | 4 411   | 2,42  |   |         |       |   |  |  |
| Votanti                    | Votanti                                   | 182 006 | 71,19 |   |         |       |   |  |  |
| Elettori                   | Elettori                                  | 255 677 |       |   |         |       |   |  |  |
|                            |                                           |         |       |   |         |       |   |  |  |
| Fonte: Camera dei deputati |                                           |         |       |   |         |       |   |  |  |

#### Eletti

##### Eletti nei collegi uninominali
Eletti nel Movimento 5 Stelle
| Collegio uninominale | Eletto | Eletto               | Partito |
| -------------------- | ------ | -------------------- | ------- |
| 1. Isernia           |        | Rosa Alba Testamento | M5S     |
| 2. Campobasso        |        | Antonio Federico     | M5S     |

1. ↑  In data 19.02.2021 aderisce al gruppo misto, non iscritti; in data 23.02.2021 alla componente «Alternativa»; in data 27.06.2022 torna nei non iscritti.

##### Eletti nei collegi plurinominali
| Collegio plurinominale | Liberi e Uguali         |
| ---------------------- | ----------------------- |
| Collegio plurinominale |                         |
| Molise - 01            | - Giuseppina Occhionero |

1. ↑  In data 25.10.2019 aderisce al gruppo Italia Viva - Italia C'è.

### XIX legislatura

#### Risultati elettorali
|                               | Fratelli d'Italia                                       | 27 818  | 21,52 | 1 | 55 467  | 42,90 | 1 |  |  |
|                               | Forza Italia                                            | 14 777  | 11,43 | – | 55 467  | 42,90 | 1 |  |  |
|                               | Lega per Salvini Premier                                | 10 792  | 8,35  | – | 55 467  | 42,90 | 1 |  |  |
|                               | Noi Moderati                                            | 2 080   | 1,61  | – | 55 467  | 42,90 | 1 |  |  |
|                               | Movimento 5 Stelle                                      | 31 265  | 24,18 | – | 31 265  | 24,18 | – |  |  |
|                               | Partito Democratico - Italia Democratica e Progressista | 23 447  | 18,13 | – | 30 190  | 23,35 | – |  |  |
|                               | Alleanza Verdi e Sinistra                               | 3 777   | 2,92  | – | 30 190  | 23,35 | – |  |  |
|                               | +Europa                                                 | 2 059   | 1,59  | – | 30 190  | 23,35 | – |  |  |
|                               | Impegno Civico – Centro Democratico                     | 907     | 0,70  | – | 30 190  | 23,35 | – |  |  |
|                               | Azione - Italia Viva                                    | 6 247   | 4,83  | – | 6 247   | 4,83  | – |  |  |
|                               | Unione Popolare                                         | 2 483   | 1,92  | – | 2 483   | 1,92  | – |  |  |
|                               | Italia Sovrana e Popolare                               | 2 127   | 1,65  | – | 2 127   | 1,65  | – |  |  |
|                               | Noi di Centro – Europeisti                              | 1 516   | 1,17  | – | 1 516   | 1,17  | – |  |  |
| Totale                        | Totale                                                  | 129 295 | 100   | 1 | 129 295 | 100   | 1 |  |  |
|                               |                                                         |         |       |   |         |       |   |  |  |
| Schede bianche                | Schede bianche                                          | 3 410   | 2,47  |   |         |       |   |  |  |
| Schede nulle                  | Schede nulle                                            | 5 382   | 3,90  |   |         |       |   |  |  |
| Votanti                       | Votanti                                                 | 138 087 | 56,62 |   |         |       |   |  |  |
| Elettori                      | Elettori                                                | 243 884 |       |   |         |       |   |  |  |
|                               |                                                         |         |       |   |         |       |   |  |  |
| Data: 25 settembre 2022       |                                                         |         |       |   |         |       |   |  |  |
| Fonte: Ministero dell'interno |                                                         |         |       |   |         |       |   |  |  |

#### Eletti

##### Eletti nei collegi uninominali
Eletti nella coalizione di coalizione di centro-destra (FdI - LSP - FI - NM)
| Collegio uninominale | Eletto | Eletto       | Partito |
| -------------------- | ------ | ------------ | ------- |
| 01 - Campobasso      |        | Lorenzo Cesa | UdC     |

##### Eletti nei collegi plurinominali
| Collegio plurinominale | Fratelli d'Italia                   |
| ---------------------- | ----------------------------------- |
| Collegio plurinominale |                                     |
| Molise - 01            | - Elisabetta Christiana Lancellotta |